# Русенски Лом
Русенски Лом (в античността на латински: Tïbisis, Тибизис) е река в Северна България, област Русе – общини Иваново и Русе, десен приток на река Дунав. Дължината ѝ е 50 km, което ѝ отрежда 86 място сред реките в България. Заедно с дясната съставяща я река Бели Лом дължината на Русенски Лом става 197 km и заема 12-о място по дължина в България. Русенски Лом е последната река, вливаща в Дунав на българска територия (на изток и североизток има още 5 реки, чиито води се вливат в Дунав).

## Географска характеристика

### Извор, течение, устие
Река Русенски Лом се образува от сливането на двете съставящи я реки Черни Лом (лява съставяща) и Бели Лом (дясна съставяща) на 47 m н.в., на 3,2 km източно от село Иваново, област Русе. Посоката, в която протича реката е север-северозапад през Дунавската равнина в дълбока каньоновидна долина с множество меандри поради малкия наклон на течението ѝ (0,62 m/km). По права линия от образуването на реката до устието ѝ разстоянието е едва 17,6 km, а истинската ѝ дължина е 50 km. Влива се отдясно в река Дунав (на 498-и km), на 16 m н.в., в град Русе. На устието ѝ в река Дунав е изградено Пристанище Русе – Запад.

### Водосборен басейн, притоци
Площта на водосборния басейн на Русенски Лом е 2874 km2, което представлява 0,4% от водосборния басейн на Дунав, а границите му са следните:
- на запад и югозапад – с водоброрния басейн на река Янтра;
- на североизток – с водосбрните басейни на реките Топчийска река, Царацар и Сенковец, достигащи до река Дунав като суходолия;
- на югоизток – с водосборния басейн на река Камчия.

Водосборният басейн на Русенски Лом обхваща голяма част територия на Русенска област, югозападната част на Разградска област, северозападната част на Търговишка област и малки части от Великотърновска и Шуменска област.
Двата основни притока на Русенски Лом са двете съставящи го реки – Черни Лом и Бели Лом.

### Хидроложки показатели
- Средногодишен отток при с. Басарбово – 5,6 m3/s, с ярко изразено пролетно пълноводие когато се оттичат окол 60% от водното количество. Подхранването е дъждовно-снежно.

## Селища
По течението на реката са разположени 4 населени места, в т.ч. 1 град и 3 села:
- Община Иваново – Божичен, Красен;
- Община Русе – Басарбово, Русе;

## Стопанско значение, природни забележителности
Водите на Русенски Лом се използват главно за напояване. По отвесните скални корнизи покрай бреговете на реката, от сливането на двете съставящи я реки до село Басарбово, през средновековието изкуствено са издълбани множество пещери, в които са се помещавали монаси-отшелници, църкви и манастири, т.нар. Ивановски скални църкви

## Топографска карта
- Лист от карта K-35-4. Мащаб: 1 : 100 000.
- Лист от карта K-35-5. Мащаб: 1 : 100 000.